# Rudolf Wilhelm zu Innhausen und Knyphausen
Rudolf Wilhelm zu Innhausen und Knyphausen (* 1620; † 30. November 1666 in Lütetsburg) war ein Diplomat in Diensten der Generalstaaten. Sein Vater begründete die holländische Linie der Familie Innhausen und Knyphausen.
Seine Eltern waren der Hamburger Obrist Enno Wilhelm zu Innhausen und Knyphausen (1586–1656) und dessen Ehefrau Anna Maria von Amelunxen († 1657) aus dem Haus Gesmold.
Er machte in jungen Jahren eine Kavalierstour durch Europa. Bereits am 27. Mai 1633 schrieb er sich in Leiden ein, am 8. August 1637 in Genf (das er 1638 verließ) und im Oktober 1639 in Siena. Nach seinem Abschluss begab er sich am 24. Juni 1642 in kurfürstlich brandenburgische Dienste. Am 20. März 1643 schrieb ihm sein Vater ein Empfehlungsschreiben, da er den Dienstantritt verpasst hatte. Trotz seines Versäumnisses wurde er 1644 Richter in Groningen. Er wurde Deputierter der Generalstaaten und Kurator der Akademie in Groningen. 1652 wurde er Vertreter der Generalstaaten in Groningen. Beim Ersten Stader Vergleich zwischen Schweden und Bremen am 28. November 1654 war er der Diplomatische Vertreter der Niederlande.

## Familie
Er war mit Margareta Beata von Frydag  (* 19. Juni 1621; † 12. April 1665) verheiratet, sie war die Tochter von Haro von Frydag auf Gödens. Das Paar hatte mehrere Kinder, darunter:
- Haro Kaspar (1646–1694) ⚭ Petronella Anna Lewe (1648–1686)
- Wilhelm (1646–1654)
- Maria Elisabeth (* 6. September 1651; † 24. November 1692) ⚭ 1673 Timon Jan von Lintelo (* 2. Dezember 1638; † 26. Februar 1685), Drost von Esens